# Grameen Bank
Grameen Bank (bengali: গ্রামীণ ব্যাংক) er en udviklingsbank funderet på at udstede mikrokreditter (dvs. små lån) til fattige, og specielt til kvinder, uden særlig store krav til sikkerhed. Banken er startet i Bangladesh i 1979 af Muhammad Yunus og har senere udviklet sig inden for et netværk, som i dag er etableret i mere end 43 lande. Banken administrerer efterhånden en lang række udviklingsrelaterede aktiviteter, herunder produktionsvirksomheder i alle størrelser, men fortrinsvis små virksomheder, telekommunikation og energi-produktion. Banken og dens grundlægger, Muhammad Yunus, blev tildelt Nobels fredspris for 2006 "for deres bestræbelser for at skabe økonomisk og social udvikling nedefra".